# Matthias Reckzeh
Matthias Reckzeh (* 12. Dezember 1973 in Waren (Müritz)) ist ein deutscher Handballtrainer und ehemaliger Handballtorwart.
Matthias Reckzeh kam mit 13 Jahren vom Verein Dynamo Brandenburg-West ins Handballinternat des SC Dynamo Berlin. Nach der Wende zog er 1991 zum HSV Suhl, wo er auch in der Bundesliga debütierte, und 1993 weiter zum zweitklassigen BSV Stahl Brandenburg.
Erst 1994 wechselte er zum Erstligisten TSV Bayer Dormagen. Seine nächste Station wurde 1996 der OSC Rheinhausen. Dort blieb er anderthalb Jahre, ehe der Hauptsponsor der Duisburger Insolvenz anmelden und der Club seine Mannschaft mitten in der Saison zurückziehen musste. Daraufhin kam Reckzeh ein halbes Jahr beim zweitklassigen TV Angermund unter, bevor er im Sommer 1998 einen Vertrag beim TUSEM Essen erhielt.
Dort stand er zwar im Finale des DHB-Pokals, kam jedoch hinter Stefan Hecker kaum zum Einsatz, sodass er 2000 zur soeben in die erste Liga aufgestiegenen Eintracht Hildesheim weiterzog. Mit dieser stieg er 2001 aber auch gleich wieder ab; nach einem Jahr in der zweiten Liga wechselte er 2002 ins Ausland, nämlich zum CBM Gáldar auf die Insel Gran Canaria. Als der spanische Erstligist Anfang 2003 jedoch ebenfalls Konkurs anmelden musste, kehrte Reckzeh nach Deutschland zurück und schloss sich seinem alten Verein, dem TSV Bayer Dormagen, an, der inzwischen in der zweiten Liga spielte.
Mit den Rheinländern erreichte er 2006 sowie 2007 die Relegation um den Aufstieg in die erste Handball-Bundesliga, scheiterte jedoch. Erst im dritten Anlauf stieg Reckzeh 2008 wieder in die höchste deutsche Spielklasse auf. Zur Saison 2009/10 unterschrieb er einen Vertrag bei Süd-Zweitligisten Leichlinger TV; im folgenden Jahr kehrte er zum zuvor in die 2. Bundesliga aufgestiegenen OSC Rheinhausen zurück. 2015 schloss er sich dem Neusser HV an.
Zur Saison 2017/18 verließ Reckzeh den Neusser HV, für den er vor allem als Torwarttrainer im Einsatz war und wechselte zum Bundesligisten VfL Gummersbach. Dort war er bis Saisonende 2018/19 als Co- und Torwarttrainer tätig. Anschließend wurde er Torwarttrainer beim Drittligisten SGSH Dragons. Ab dem September 2019 bis zum Saisonende 2019/20 trainierte er gemeinsam mit Hans-Peter Müller die SGSH Dragons. Reckzeh wird nach der Saison 2024/25 seine Tätig als Torwarttrainer bei der SGSH Dragons beenden und als denselben Posten beim TV Aldekerk übernehmen.
Matthias Reckzeh hat fünf Juniorenländerspiele für die DDR bestritten.